# Athyrium polysporum
Athyrium polysporum là một loài thực vật có mạch trong họ Woodsiaceae. Loài này được (C.B. Clarke) Ching ex Mehra & Bir miêu tả khoa học đầu tiên năm 1960.